# Kébékio
 (septembre 2011).
Si vous disposez d'ouvrages ou d'articles de référence ou si vous connaissez des sites web de qualité traitant du thème abordé ici, merci de compléter l'article en donnant les références utiles à sa vérifiabilité et en les liant à la section « Notes et références ».
Kébékio au pays de convoitise, ou simplement Kébékio (compression de "Québec" et de "Pinocchio") est une émission de télévision québécoise pour enfants en treize épisodes de 13 minutes créée par Claude Lafortune, écrite par Henriette Major, mettant en vedette une marionnette de papier, Kébékio, et diffusée du 18 mars au 10 juin 1979 à la Télévision de Radio-Canada, puis rediffusée à partir de mai 1981 sur TVJQ dans Au pays des merveilles.

## Synopsis
Cette série raconte l'histoire d'un jeune consommateur appelé, en dépit de son âge, à faire des choix dans notre société de surconsommation.

## Fiche technique
- Voix : Élizabeth Chouvalidzé, Monique Miller, Jean-Louis Millette et Ulric Guttinguer
- Textes : Henriette Major
- Réalisation : André Matteau et Henri Michaud
- Société de production : Office de la protection du consommateur

## Épisodes
Tous les titre d'épisodes débutent par Kébékio et…
1. Le Petit Poucet
2. Les Trois Petits Cochons
3. Le Chat botté
4. La Flûte enchantée
5. Hansel et Gretel
6. Le Petit Chaperon rouge
7. Ali Baba
8. Alice au pays des merveilles
9. Blanche-Neige
10. Cendrillon
11. Aladin
12. Le Renard et le Grillon
13. L'Oiseau merveilleux